# Sumamed
Azitromicin (Sumamed®) antibiotik je koji je razvio tim hrvatskih farmaceutskih stručnjaka iz tvornice lijekova PLIVA.
Tim stručnjaka predvođen kemičarom doktorom Slobodanom Đokićem u sastavu koji su činile Gorjana Radobolja-Lazarevski, Zrinka Tamburašev i Gabrijela Kobrehel godine 1980. otkrio je formulu kemijskog spoja azitromicina koji se pokazao izrazito efikasnim pri terapijskom liječenju bakterijskih infekcija. 1981. spoj je patentiran i praktički bačen u ladicu da bi Pfizerovi znanstvenici ponovno pronašli prelistavajući dokumentaciju patentiranih kemijskih spojeva. Već 1986. Pliva i Pfizer su potpisali ugovor koji je Pfizeru dao ekskluzivna prava za prodaju azitromicina na tržištima SAD-a i Zapadne Europe, dok je Pliva 1988. na tržište Centralne i Istočne Europe lansirala svoj azitromicin pod imenom Sumamed, razvojem tržišta na bazi istog spoja 1991. izdaje Pfizer Zithromax i Zentiva Azitrox.

## Djelovanje azitromicina
Azitromicin je antibiotik širokog spektra djelovanja, prvi predstavnik nove podskupine makrolidnih antibiotika nazvane azalidi. Sprječavajući sintezu bakterijskih bjelančevina, uklanja sposobnost bakterije da raste i da se razmnožava. 
Azitromicin ciljano djeluje na mjestu infekcije zahvaljujući prenošenju putem bijelih krvnih stanica. Azitromicin u upalno promijenjenim tkivima postiže visoku koncentraciju te terapija ostaje djelotvorna još pet do sedam dana nakon prestanka uzimanja lijeka.

## Bolesti koje liječi azitromicin
Infekcije gornjih dišnih puteva:
- bakterijski faringitis (upala grla ) / tonzilitis (upala tonza (limfnog tkiva) u ustima)
- sinusitis (upala paranazalnih sinusa)
- otitis media (infekcija srednjeg uha)

Infekcije donjih dišnih puteva:
- bakterijski bronhitis (infekcija dušnika i bronha)
- akutna egzacerbacija kroničnog bronhitisa
- intersticijska i alveolarna pneumonija (upala pluća)

Infekcije kože i potkožnog tkiva:
- erythema chronicum migrans (prvi stadij lajmske bolesti)
- erizipel (kožna infekcija)
- impetigo (kožna infekcija)
- sekundarna pioderma (gnojna infekcija kože)

Spolno prenosive bolesti:
- nekomplicirani uretritis (infekcija uretre)/cervicitis (infekcija vrata maternice)

Infekcije želuca i dvanaesnika uzrokovane s Helicobacter pylori.
Upalna bolest zdjelice.

## Nuspojave azitromicina
Azitromicin rijetko uzrokuje nuspojave. Moguć je nastanak smetnji probavnog sustava (nadutost, mučnina, povraćanje, proljev i bol u trbuhu) i kožni osip, a može nastati i prolazni umjereni porast jetrenih enzima iznad gornje granice normale, neutropenija, a rjeđe neutrofilija i eozinofilija. Spomenute se vrijednosti normaliziraju za dva do tri tjedna nakon prestanka uzimanja lijeka.
U bolesnika s oštećenom bubrežnom funkcijom azitromicin se može slobodno uzimati, s obzirom na to da se putem bubrega izlučuje neznatno.
Oprez je potreban u bolesnika s teže oštećenom jetrenom funkcijom.
Zbog malobrojnih kliničkih podataka ne preporučuje se primjena tijekom trudnoće, osim kad je neophodno premda nije zabilježena niti jedna nuspojava na plod tijekom trudnoće uzrokovana Sumamedom dok se tijekom dojenja primjena ne preporučuje.

## Pakiranja Sumameda na tržištu
Zbog različitih potreba i doziranja lijeka Sumamed se kao lijek distribuira u više različitih terapijskih doza i to:
- tablete 125 mg (6x125mg)
- tablete 500 mg (3x500mg)
- S tablete 500 mg
- kapsule (6x250mg)
- S kapsule 250 mg
- sirup (100mg/5ml)
- forte sirup (200mg/5ml)
- sirup 1200 (200mg/5ml)
- sirup 1200 XL
- prašak za infuzijsku otopinu 5 x 500 mg

## Kategorija Izvorno hrvatsko
Sumamed se kao lijek profilirao tokom dva desetljeća distribucije na domaćem i stranom tržištu u proizvod iznimne prepoznatljivosti, kvalitete i ugleda pa je samim time zaslužio i oznaku kao brand Izvorno hrvatsko.